# Sturnira burtonlimi
Sturnira burtonlimi — вид родини листконосові (Phyllostomidae), ссавець ряду лиликоподібні (Vespertilioniformes, seu Chiroptera).

## Етимологія
|  | Назва burtonlimi дає почесті нашому другу, доктору Бертону Ліму (англ. Burton K. Lim), який зібрав типовий зразок цього виду і зробив багато інших важливих колекцій по всіх неотропіках і за їх межами. Бертон — невтомний дослідник, чиї дослідження зробили значний внесок у наше розуміння різноманітності, відносин та біогеографії тропічних ссавців. |

## Морфологія
Кажан середнього розміру, із загальною довжиною від 70 до 72 мм, довжина передпліччя 44 мм, довжина стопи 14 мм, довжина вух 15 мм і вагою до 19 гр.
Шерсть довга і пухнаста, що складається з чотириколірного волосся зверху і триколірного — знизу. Спинна частина має темно-коричневе забарвлення зі світло-сірою основою волосся, черевна частина така ж як спинна. Морда коротка і широка. Лист носа добре розвинений, ланцетоподібний, з передньої частиною, приєднаною до верхньої губи. Вуха короткі, трикутні, із закругленими кінцями і широко розставлені. Крилові мембрани темно-коричневі. Ноги і ступні густо вкриті короткими волосками. Вид не має хвоста.

## Середовище проживання
Цей вид відомий тільки в двох місць Коста-Рики й Панами. Він живе в гірських лісах між 1290 і 1500 метрів над рівнем моря.

## Життя
Харчується фруктами.